# ويكنبورغ (أريزونا)
ويكنبورغ (بالإنجليزية: Wickenburg, Arizona)‏ هي بلدة تقع في مقاطعة ماريكوبا، أريزونا, مقاطعة يافاباي، أريزونا بولاية أريزونا في الولايات المتحدة. تبلغ مساحتها 29.8 (كم²)، وترتفع عن سطح البحر 627 م، بلغ عدد سكانها 6593 نسمة في عام 2007 حسب إحصاء مكتب تعداد الولايات المتحدة وتصل الكثافة السكانية فيها 208.9 نسمة/كم2.

## التركيبة السكانية
حدّد مكتب تعداد الولايات المتحدة بيانات التركيبة السكانية لويكنبورغ في تعداد الولايات المتحدة. في ما يلي، التركيبة السكانية حسب تعدادي 2000 و2010.

### تعداد عام 2000
بلغ عدد سكان ويكنبورغ 5,082 نسمة بحسب تعداد عام 2000، وبلغ عدد الأسر 2,341 أسرة وعدد العائلات 1,432 عائلة مقيمة في البلدة. في حين سجلت الكثافة السكانية 75.9 نسمة لكل كيلومتر مربع (196.6/ميل2). وبلغ عدد الوحدات السكنية 2,691 وحدة بمتوسط كثافة قدره 40.2 لكل كيلومتر مربع (104.1/ميل2).
وتوزع التركيب العرقي للبلدة بنسبة 91.76% من البيض و0.28% من الأمريكيين الأفارقة و1.18% من الأمريكيين الأصليين و0.37% من الأمريكيين ذوي الأصول الآسيوية و0.12% من سكان جزر المحيط الهادئ و4.53% من الأعراق الأخرى و1.77% من عرقين مختلطين أو أكثر و11.02% من الهسبانيون أو اللاتينيون من أي عرق.
بلغ عدد الأسر 2,341 أسرة كانت نسبة 22.6% منها لديها أطفال تحت سن الثامنة عشر تعيش معهم، وبلغت نسبة الأزواج القاطنين مع بعضهم البعض 49.7% من أصل المجموع الكلي للأسر، ونسبة 8.2% من الأسر كان لديها معيلات من الإناث دون وجود شريك،  بينما كانت نسبة 3.2% من الأسر لديها معيلون من الذكور دون وجود شريكة وكانت نسبة 38.8% من غير العائلات. تألفت نسبة 33.8% من أصل جميع الأسر من عدة أفراد يعيشون في نفس المنزل ونسبة 18.3% كانت تتألف من شخص يعيش بمفرده يبلغ من العمر 65 عاماً أو أكثر. وبلغ متوسط حجم الأسرة المعيشية 2.15، أما متوسط حجم العائلات فبلغ 2.72.
بلغ العمر الوسطي للسكان 48.4 عاماً. وكانت نسبة 19.9% من القاطنين تحت سن الثامنة عشر، وكانت نسبة 6.2% بين الثامنة عشر والرابعة والعشرين عاماً، ونسبة 20.4% كانت واقعةً في الفئة العمرية ما بين الخامسة والعشرين والرابعة والأربعين عاماً، ونسبة 24.8% كانت ما بين الخامسة والأربعين والرابعة والستين، ونسبة 27.9% كانت ضمن فئة الخامسة والستين عاماً فما فوق. يوجد لكل 100 أنثى 89.8 ذكر، ويوجد لكل 100 أنثى في الثامنة عشر من عمرها فما فوق 85.6 ذكر.
بلغ متوسط دخل الأسرة في البلدة 31,716 دولارًا، أما متوسط دخل العائلة فبلغ 40,051 دولارًا. وكان متوسط دخل الذكور 34,219 دولارًا مقابل 25,417 دولارًا للإناث. وسجل دخل الفرد الخاص بالبلدة 19,772 دولارًا. وكانت نسبة 6.9% من العائلات ونسبة 11.4% من السكان تحت خط الفقر، وكان من هؤلاء نسبة 12.4% تحت سن الثامنة عشر ونسبة 5.1% في الخامسة والستين من العمر وما فوق.

### تعداد عام 2010
بلغ عدد سكان ويكنبورغ 6,363 نسمة بحسب تعداد عام 2010، وبلغ عدد الأسر 2,909 أسرة وعدد العائلات 1,749 عائلة مقيمة في البلدة. في حين سجلت الكثافة السكانية 95 نسمة لكل كيلومتر مربع (246.0/ميل2). وبلغ عدد الوحدات السكنية 3,619 وحدة بمتوسط كثافة قدره 54 لكل كيلومتر مربع (139.9/ميل2).
وتوزع التركيب العرقي للبلدة بنسبة 90.46% من البيض و0.24% من الأمريكيين الأفارقة و1.38% من الأمريكيين الأصليين و0.55% من الأمريكيين ذوي الأصول الآسيوية و0.03% من سكان جزر المحيط الهادئ و5.83% من الأعراق الأخرى و1.51% من عرقين مختلطين أو أكثر و13.42% من الهسبانيون أو اللاتينيون من أي عرق.
بلغ عدد الأسر 2,909 أسرة كانت نسبة 19.9% منها لديها أطفال تحت سن الثامنة عشر تعيش معهم، وبلغت نسبة الأزواج القاطنين مع بعضهم البعض 48.5% من أصل المجموع الكلي للأسر، ونسبة 8% من الأسر كان لديها معيلات من الإناث دون وجود شريك،  بينما كانت نسبة 3.5% من الأسر لديها معيلون من الذكور دون وجود شريكة وكانت نسبة 39.9% من غير العائلات. تألفت نسبة 34.1% من أصل جميع الأسر من عدة أفراد يعيشون في نفس المنزل ونسبة 20.2% كانت تتألف من شخص يعيش بمفرده يبلغ من العمر 65 عاماً أو أكثر. وبلغ متوسط حجم الأسرة المعيشية 2.12، أما متوسط حجم العائلات فبلغ 2.69.
بلغ العمر الوسطي للسكان 52.7 عاماً. وكانت نسبة 17.7% من القاطنين تحت سن الثامنة عشر، وكانت نسبة 7.3% بين الثامنة عشر والرابعة والعشرين عاماً، ونسبة 15.4% كانت واقعةً في الفئة العمرية ما بين الخامسة والعشرين والرابعة والأربعين عاماً، ونسبة 28.1% كانت ما بين الخامسة والأربعين والرابعة والستين، ونسبة 31.4% كانت ضمن فئة الخامسة والستين عاماً فما فوق. وتوزع التركيب الجنسي للسكان بنسبة 47.6% ذكور و52.4% إناث.

## وصلات خارجية
- Town of Wickenburg, Arizona
- The US50 - Cities and Towns in Arizona State
- Arizona Cities and Towns, Facts, Map, Flag, Colleges, Government, and More